# نورث ویکی واشی (فلوریدا)
نورث ویکی واشی (به انگلیسی: North Weeki Wachee) یک منطقهٔ مسکونی در ایالات متحده آمریکا است که در شهرستان هرناندو، فلوریدا واقع شده‌است. نورث ویکی واشی ۳۹٫۸ کیلومتر مربع مساحت و ۸٬۵۲۴ نفر جمعیت دارد و ۹٫۱۴ متر بالاتر از سطح دریا واقع شده‌است.